# Tryptase
La tryptase est une protéase à sérine qui catalyse le clivage des liaisons peptidiques suivant un résidu de lysine ou d'arginine, avec davantage de sélectivité que la trypsine. Elle est contenue dans les granules cytoplasmiques de tous les mastocytes, et ce de manière quasi spécifique.
Plus de 99 % de la tryptase étant d'origine mastocytaire, elle constitue donc un marqueur de l'activation des mastocytes et peut être utilisée dans le diagnostic de chocs d'origine anaphylactique (>20 ng/ml).
Il existe deux sous unités de la tryptase sérique : la sous unité alpha et la sous unité bêta. La sous unité α est sécrétée de manière continue par les mastocytes et permet d'avoir une estimation de la tryptasémie de base d'un individu. Elle est élevée au cours des mastocytoses systémiques. La sous unité β de la tryptase sérique est utilisée dans le diagnostic des chocs anaphylactiques (augmentée lors de l'activation mastocytaire).
Une augmentation du nombre de copies du gène TPSAB1 codant spécifiquement pour l'α-tryptase est à l'origine du syndrome d'alpha-tryptasémie héréditaire.